# Bentley S1
Der Bentley S1 war eine Luxus-Limousine, die von 1955 bis 1959 unter der Marke Bentley Motors 1931 Limited verkauft wurde. Das Fahrzeug war technisch identisch mit dem Rolls-Royce Silver Cloud. Der S1 war werksseitig mit einer Stahlkarosserie lieferbar, die der des Silver Cloud entsprach. Eine Sonderversion des S 1 ist der Continental S, den es mit unterschiedlichen Aufbauten gab.

## Technik
Der Rolls-Royce Silver Cloud und der Bentley verwendeten gleichermaßen den aus dem Vorgängermodell bekannten Sechszylindermotor (4887 cm³). Die Bohrung betrug 95,25 mm, der Hub 114,3 mm und das Kompressionsverhältnis war 6,6:1. Der Motor war mit SU-Doppelvergasern ausgerüstet, die ab 1957 durch neuere Modelle ersetzt wurden. Eine 4-Gang Automatikschaltung gehörte zur Standardausrüstung und es gab eine 4-Gang manuelle Schaltung als Wahlmöglichkeit bis 1957. Es gab den S1 mit zwei Radständen: 3124 mm und ab 1957 mit 3226 mm.

## Werkskarosserie
Die Serienkarosserie entsprach der des Silver Cloud. Das einzige Unterscheidungsmerkmal war  Kühlerdesign und -emblem.

## Sonderaufbauten
Der zum Rolls-Royce-Konzern gehörende Betrieb Park Ward wandelte auf Kundenwunsch mehrere Werkskarosserien in Cabriolets um. Weitere Sonderaufbauten kamen von Graber, Hooper, James Young und H. J. Mulliner. Sie lieferten Coupés, Cabriolets und Limousinenaufbauten, die in Absprache mit den Kunden entstanden und sich mehr oder weniger stark von den Werksaufbauten unterschieden.

## Continental S1
Eine etwas sportlichere S1 Continental-Variante wurde sechs Monate später eingeführt. Sie wurde ausschließlich mit eigenständigen Aufbauten unabhängiger Karosseriebauunternehmen versehen. Die bekannteste Version ist der Continental S1 Sports Saloon, ein viersitziges Fließheckcoupé, das von H. J. Mulliner & Co. gestaltet und gebaut wurde. Eine sehr ähnliche Version hatte Mulliner bereits für das Vorgängermodell, den Bentley R-Type, hergestellt. Mulliner produzierte auch einzelne Continental Cabriolets. Daneben gab es Aufbauten von Park Ward, James Young und Hooper, die vielfach als viertürige Limousinen ausgeführt waren. Bis 1959 entstanden 431 Exemplare des S1 Continental.

## Fahrleistungen
Ein Modell mit dem kurzen Radstand wurde von der britischen Zeitschrift The Motor 1957 getestet und erreichte dabei eine Höchstgeschwindigkeit von 166 km/h und konnte von 0 auf 100 km/h in 13,1 s beschleunigen. Der Benzinverbrauch wurde mit 17,5 l/100 km gemessen.

## Stückzahlen
- S1: 3072 (145 von Karosseriebauern)
- S1 mit langem Radstand: 35 (12 von Karosseriebauern)
- S1 Continental: 431

## Bildergalerie

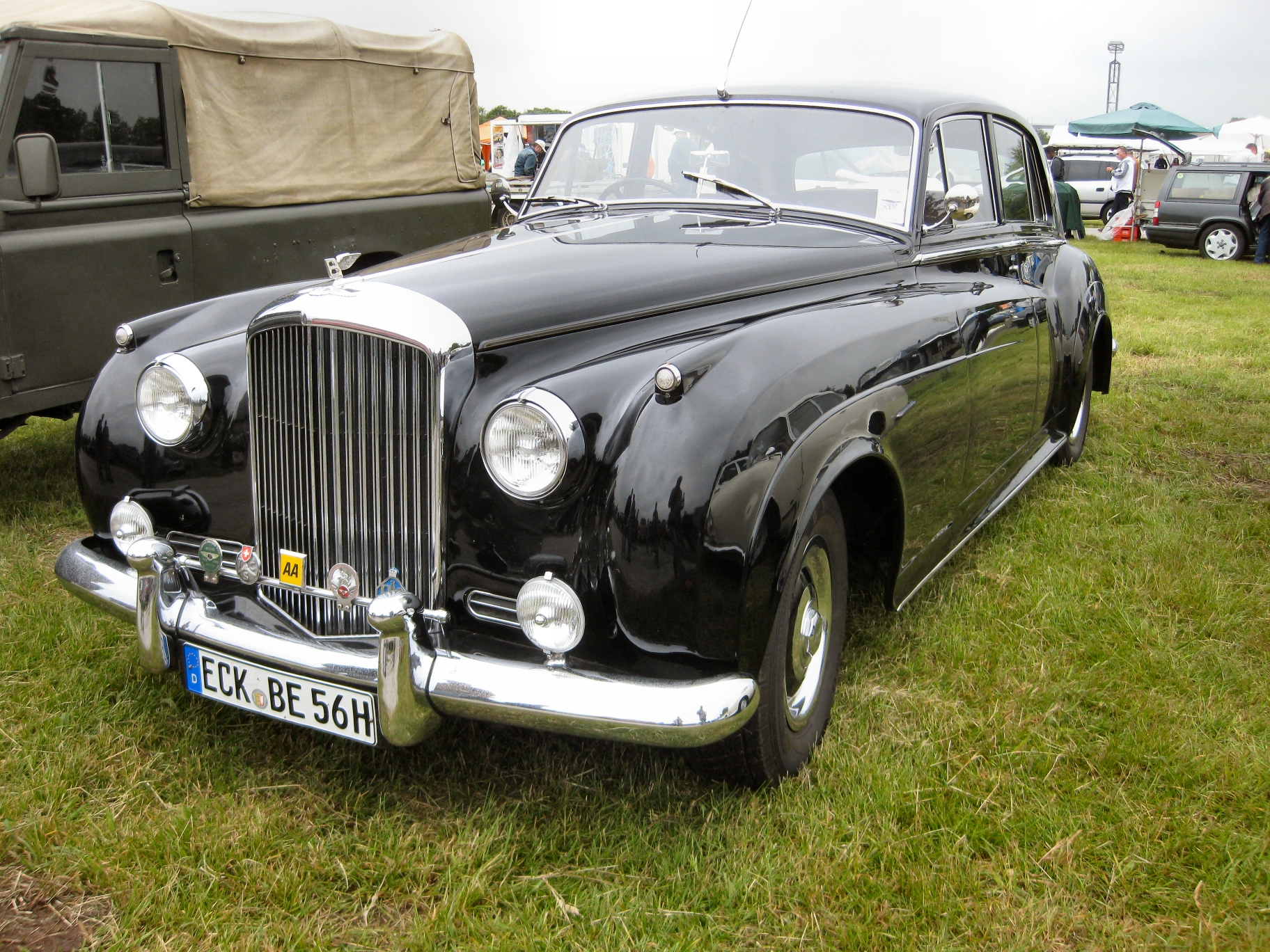
Frontansicht Bentley S1
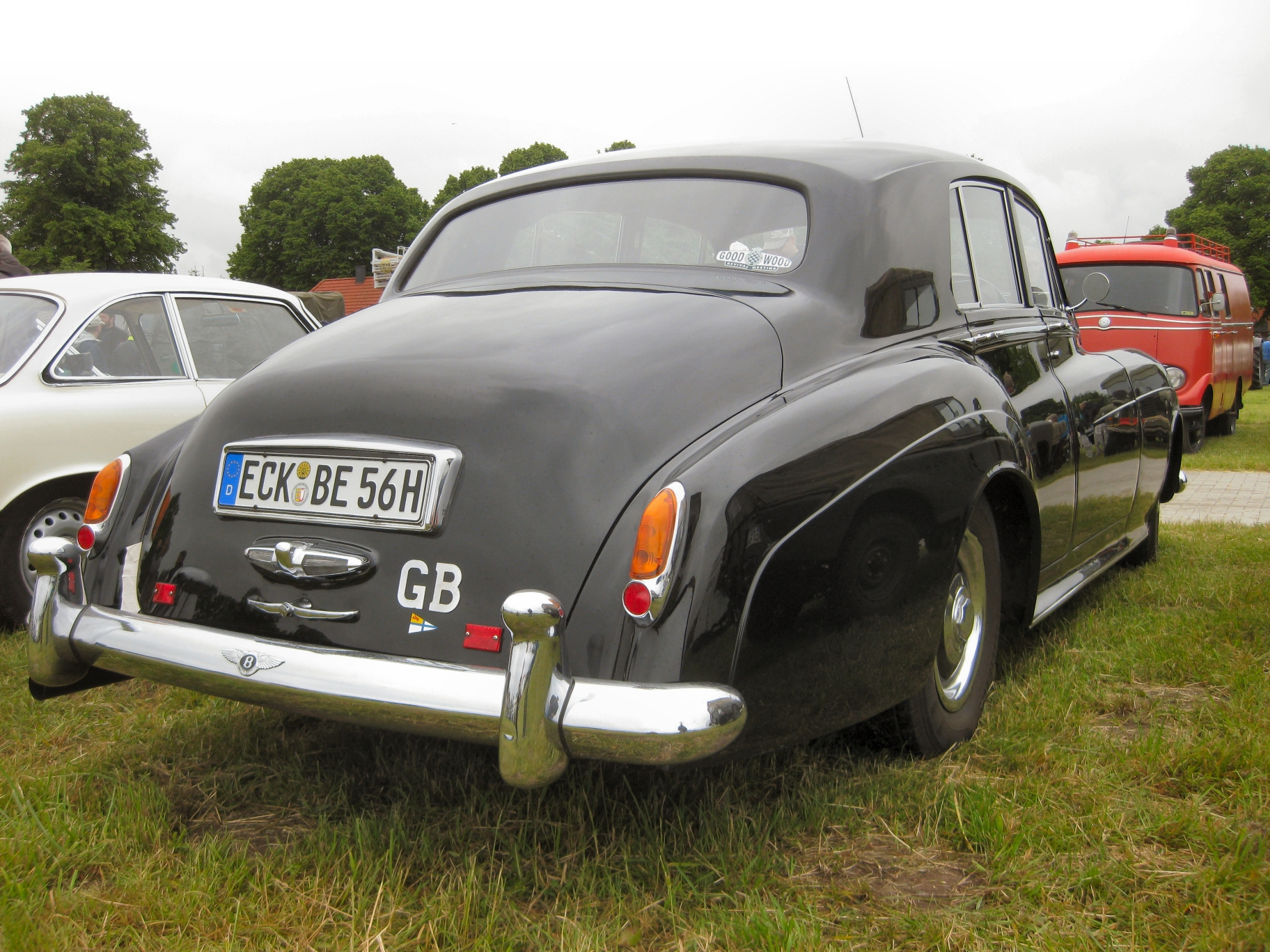
Heckansicht
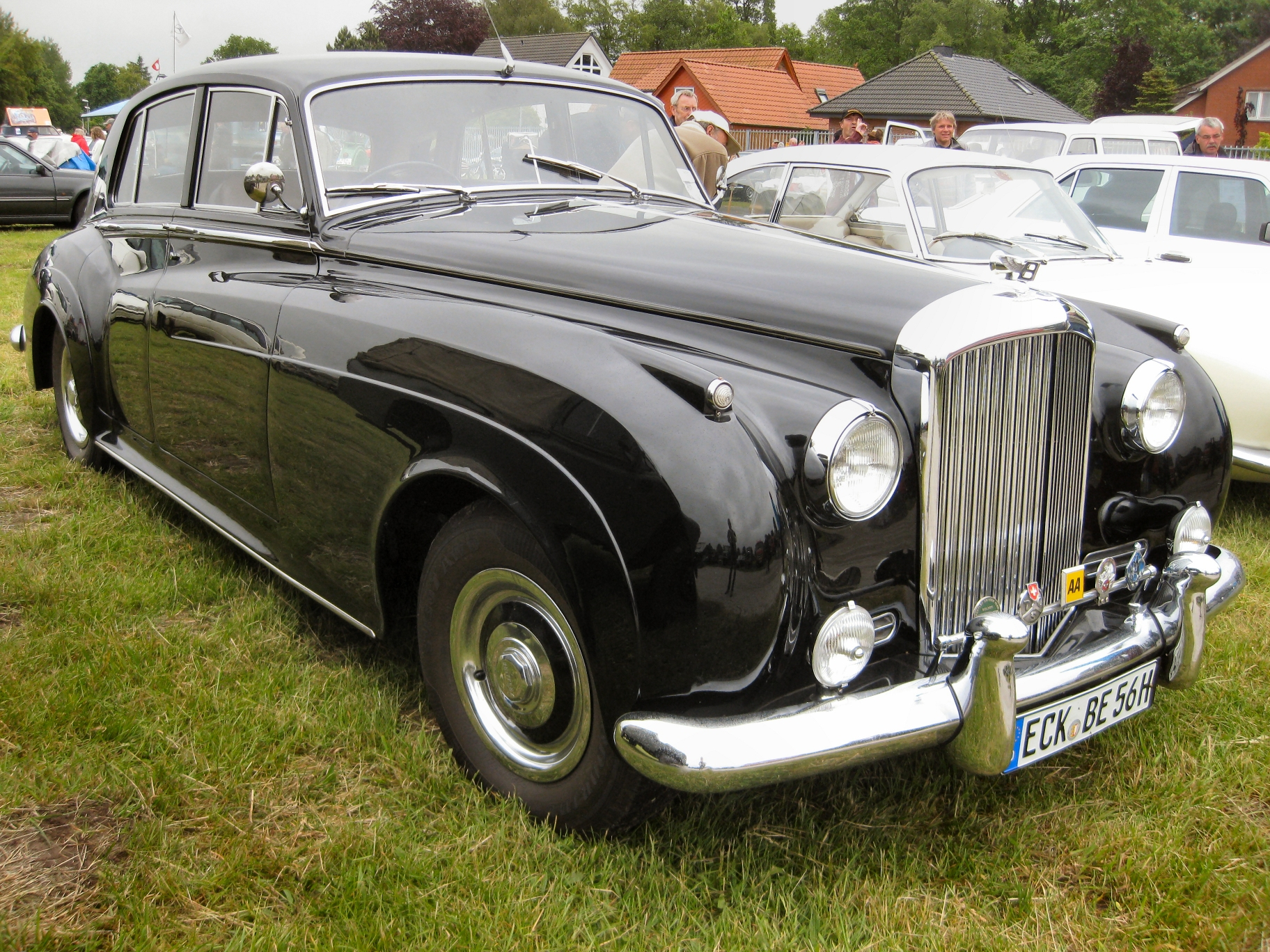
Frontansicht
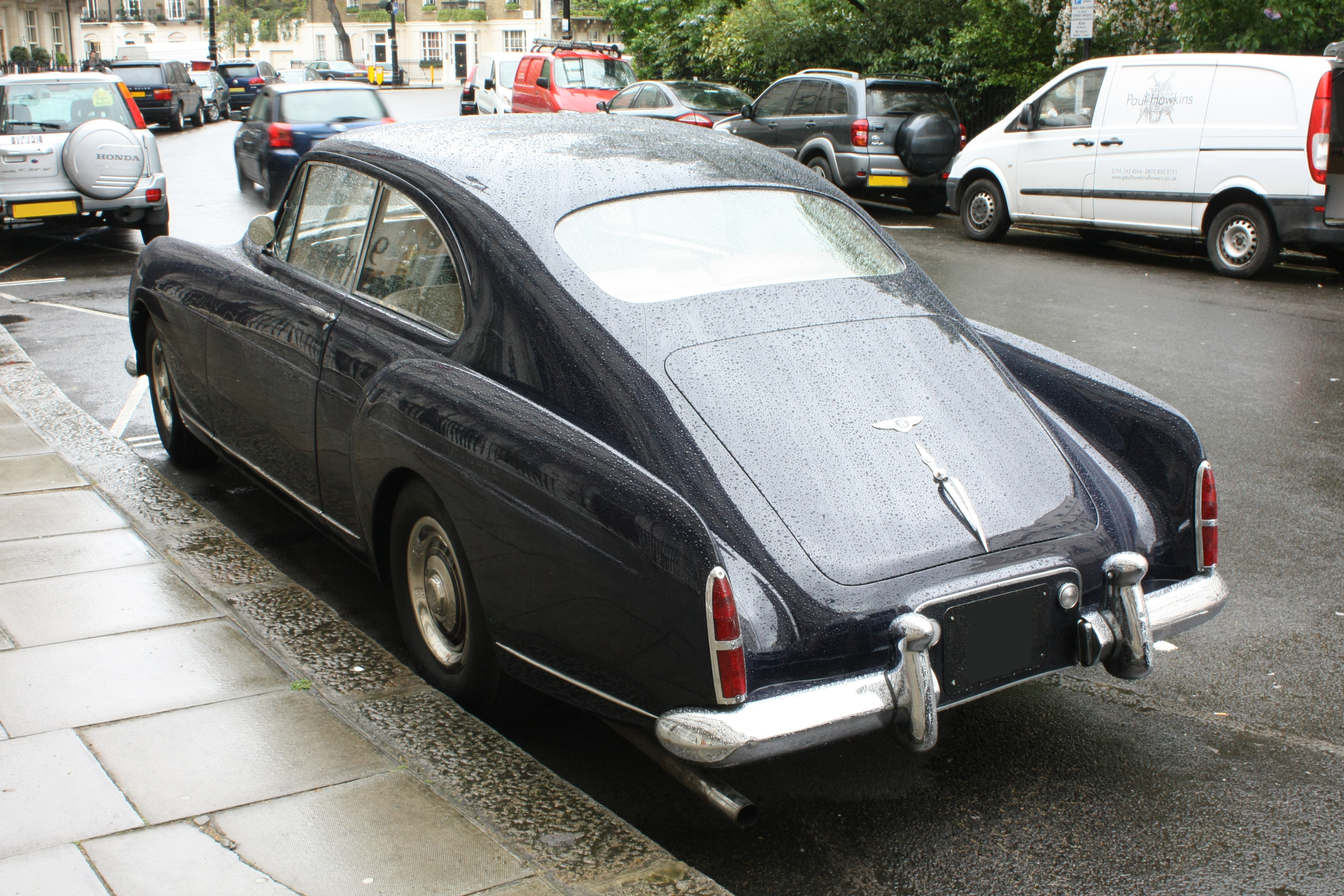
Bentley Continental S1 Sports Saloon von H.J. Mulliner & Co.